# اشلی کول
اشلی کول (انگلیسی: Ashley Cole؛ زادهٔ ۲۰ دسامبر ۱۹۸۰) بازیکن سابق فوتبال اهل انگلستان است. 

## اوایل زندگی
پدر کول اهل باربادوس بود که هفت سال بعد از ازدواجش، مادر و خانواده کول را رها و به استرالیا مهاجرت می‌کند. کول و برادرش متو توسط مادرش، تربیت و بزرگ شدند.

## زندگی ورزشی
او فوتبال را از آرسنال شروع کرده و در سال ۲۰۰۶ به چلسی پیوسته و در سال ۲۰۱۴ به عضویت آ.اس. رم درآمد. وی ۱۰۷ بازی ملی برای تیم ملی انگلستان انجام داده‌است. او در سن ۳۸ سالگی از فوتبال حرفه ای خداحافظی کرد. او همسر سابق شریل کول است.

## خلاصه بازی‌ها
تا تاریخ ۱۰ مارس ۲۰۱۲
| فصل          | باشگاه               | دسته                     | لیگ  | لیگ | جام حذفی | جام حذفی | جام اتحادیه | جام اتحادیه | جام خیریه انگلستان | جام خیریه انگلستان | لیگ قهرمانان اروپا | لیگ قهرمانان اروپا | دیگر | دیگر | مجموع | مجموع | کارت          | کارت       |
| فصل          | باشگاه               | دسته                     | بازی | گل  | بازی     | گل       | بازی        | گل          | بازی               | گل                 | بازی               | گل                 | بازی | گل   | بازی  | گل    | A yellow card | A red card |
| ------------ | -------------------- | ------------------------ | ---- | --- | -------- | -------- | ----------- | ----------- | ------------------ | ------------------ | ------------------ | ------------------ | ---- | ---- | ----- | ----- | ------------- | ---------- |
| ۱۹۹۹–۲۰۰۰    | آرسنال               | لیگ برتر فوتبال انگلستان | ۱    | ۰   | ۰        | ۰        | ۱           | ۰           | ۰                  | ۰                  | ۰                  | ۰                  | –    | –    | ۲     | ۰     | ۰             | ۰          |
| ۱۹۹۹–۲۰۰۰    | کریستال پالاس (قرضی) | لیگ دسته اول             | ۱۴   | ۱   | ۰        | ۰        | ۰           | ۰           | –                  | –                  | –                  | –                  | –    | –    | ۱۴    | ۱     | ۱             | ۰          |
| ۲۰۰۰–۰۱      | آرسنال               | لیگ برتر فوتبال انگلستان | ۱۷   | ۳   | ۶        | ۰        | ۱           | ۰           | –                  | –                  | ۹                  | ۰                  | –    | –    | ۳۳    | ۳     | ۶             | ۰          |
| ۲۰۰۱–۰۲      | آرسنال               | لیگ برتر فوتبال انگلستان | ۲۹   | ۲   | ۴        | ۰        | ۰           | ۰           | –                  | –                  | ۷                  | ۰                  | –    | –    | ۴۰    | ۲     | ۱۰            | ۱          |
| ۲۰۰۲–۰۳      | آرسنال               | لیگ برتر فوتبال انگلستان | ۳۱   | ۱   | ۳        | ۰        | ۰           | ۰           | ۱                  | ۰                  | ۹                  | ۰                  | –    | –    | ۴۴    | ۱     | ۷             | ۰          |
| ۲۰۰۳–۰۴      | آرسنال               | لیگ برتر فوتبال انگلستان | ۳۲   | ۰   | ۴        | ۰        | ۱           | ۰           | ۱                  | ۰                  | ۹                  | ۱                  | –    | –    | ۴۷    | ۱     | ۶             | ۱          |
| ۲۰۰۴–۰۵      | آرسنال               | لیگ برتر فوتبال انگلستان | ۳۵   | ۲   | ۳        | ۰        | ۰           | ۰           | ۱                  | ۰                  | ۸                  | ۰                  | –    | –    | ۴۷    | ۲     | ۱۳            | ۰          |
| ۲۰۰۵–۰۶      | آرسنال               | لیگ برتر فوتبال انگلستان | ۱۱   | ۰   | ۰        | ۰        | ۰           | ۰           | ۱                  | ۰                  | ۳                  | ۰                  | –    | –    | ۱۵    | ۰     | ۴             | ۰          |
| مجموع آرسنال | مجموع آرسنال         | مجموع آرسنال             | ۱۵۶  | ۸   | ۲۰       | ۰        | ۳           | ۰           | ۴                  | ۰                  | ۴۵                 | ۱                  | –    | –    | ۲۲۸   | ۱۰    | ۴۷            | ۲          |
| ۲۰۰۶–۰۷      | چلسی                 | لیگ برتر فوتبال انگلستان | ۲۳   | ۰   | ۵        | ۰        | ۳           | ۰           | ۰                  | ۰                  | ۹                  | ۰                  | –    | –    | ۴۰    | ۰     | ۱۴            | ۰          |
| ۲۰۰۷–۰۸      | چلسی                 | لیگ برتر فوتبال انگلستان | ۲۷   | ۱   | ۱        | ۰        | ۲           | ۰           | ۱                  | ۰                  | ۱۰                 | ۰                  | –    | –    | ۴۱    | ۱     | ۶             | ۱          |
| ۲۰۰۸–۰۹      | چلسی                 | لیگ برتر فوتبال انگلستان | ۳۴   | ۱   | ۷        | ۰        | ۰           | ۰           | –                  | –                  | ۸                  | ۰                  | –    | –    | ۴۹    | ۱     | ۹             | ۰          |
| ۲۰۰۹–۱۰      | چلسی                 | لیگ برتر فوتبال انگلستان | ۲۷   | ۴   | ۲        | ۰        | ۱           | ۰           | ۱                  | ۰                  | ۴                  | ۰                  | –    | –    | ۳۵    | ۴     | ۴             | ۰          |
| ۲۰۱۰–۱۱      | چلسی                 | لیگ برتر فوتبال انگلستان | ۳۸   | ۰   | ۲        | ۰        | ۰           | ۰           | ۱                  | ۰                  | ۷                  | ۰                  | –    | –    | ۴۸    | ۰     | ۴             | ۰          |
| ۲۰۱۱–۱۲      | چلسی                 | لیگ برتر فوتبال انگلستان | ۳۲   | ۰   | ۴        | ۰        | ۰           | ۰           | –                  | –                  | ۱۲                 | ۰                  | –    | –    | ۴۸    | ۰     | ۱۲            | ۱          |
| ۲۰۱۲–۱۳      | چلسی                 | لیگ برتر فوتبال انگلستان | ۳۱   | ۱   | ۵        | ۰        | ۳           | ۰           | ۱                  | ۰                  | ۵                  | ۰                  | ۶    | ۰    | ۵۱    | ۱     | ۷             | ۰          |
| ۲۰۱۳–۱۴      | چلسی                 | لیگ برتر فوتبال انگلستان | ۱۷   | ۰   | ۲        | ۰        | ۱           | ۰           | –                  | –                  | ۵                  | ۰                  | ۱    | ۰    | ۲۶    | ۰     | ۳             | ۰          |
| مجموع چلسی   | مجموع چلسی           | مجموع چلسی               | ۲۲۹  | ۷   | ۲۸       | ۰        | ۱۰          | ۰           | ۴                  | ۰                  | ۶۰                 | ۰                  | ۷    | ۰    | ۳۳۸   | ۷     | ۵۹            | ۲          |
| مجموع بازی‌ها | مجموع بازی‌ها         | مجموع بازی‌ها             | ۳۹۹  | ۱۶  | ۴۸       | ۰        | ۱۳          | ۰           | ۸                  | ۰                  | ۱۰۵                | ۱                  | ۷    | ۰    | ۵۸۰   | ۱۷    | ۱۰۶           | ۴          |

## افتخارات

### باشگاه
آرسنال
- لیگ برتر انگلستان (۲): ۰۲–۲۰۰۱، ۰۴–۲۰۰۳
- جام حذفی فوتبال انگلستان (۳): ۲۰۰۲, ۲۰۰۳, ۲۰۰۵
- جام خیریه انگلستان (۲): ۲۰۰۲, ۲۰۰۴

چلسی
- لیگ برتر انگلستان (۱): ۲۰۰۹–۱۰
- جام حذفی فوتبال انگلستان (۴): ۲۰۰۷, ۲۰۰۹, ۲۰۱۰, ۲۰۱۲
- جام اتحادیه فوتبال انگلستان (۱): ۲۰۰۷
- جام خیریه انگلستان (۱): ۲۰۰۹
- لیگ قهرمانان اروپا (۱): ۲۰۱۲

### بین‌المللی
انگلستان
- مسابقات تابستانی فوتبال انگلستان (۱): ۲۰۰۴

### شخصی
- بازیکن سال پی‌اف‌ای (۴): ۲۰۰۲، ۲۰۰۴، ۲۰۰۵، ۲۰۱۱
- تیم سال یوفا (۲): ۲۰۰۴، ۲۰۱۰
- گل برتر فصل چلسی (۱): ۱۰–۲۰۰۹ مقابل ساندرلند
- بازیکن فوتبال سال انگلستان (۱): ۲۰۱۰